# 상륙

허리케인 마리아는 푸에르토리코에 상륙한 후 특징적인 구조를 잃었다.

상륙(上陸, landfall)은 폭풍이 물 위로 지나간 후 육지 위로 이동하는 현상이다. 더 넓게는 인간의 여행과 관련하여 '바다를 건너거나 공중을 거쳐 여행을 마치고 처음으로 도달하거나 보게 되는 땅, 또는 그곳에 도착한다는 사실'을 말한다.

## 열대 저기압
열대 저기압은 폭풍의 중심이 해안을 가로질러 이동할 때 육지에 상륙하는 것으로 분류된다. 상대적으로 강한 열대성 저기압에서는 눈의 중심이 육지 위로 이동할 때이다. 태풍이나 허리케인과 같은 성숙한 열대 저기압 내에서 대부분의 피해가 발생하는 곳이다. 이러한 시스템의 피해 측면은 대부분 안벽 근처에 집중되어 있기 때문이다. 이러한 영향에는 폭풍 해일의 정점, 해변으로 불어오는 강풍의 핵심, 폭우 등이 포함된다. 높은 파도와 결합하면 심각한 해변 침식이 발생할 수 있다. 열대 저기압이 육지에 상륙할 때, 서핑을 감소시키는 지형과의 마찰, 더 건조한 대륙 공기와 같은 육지에 대한 부정적인 환경 요인으로 인해 눈이 일반적으로 저절로 닫힌다. 자유 대기에서 해상과 육지 사이의 마찰 차이로 인해 사이클론이 내륙으로 이동함에 따라 최대 지속 바람은 자연적으로 감소한다.
상륙은 직접적인 타격과 다르다. 직접적인 타격은 강풍의 핵심(태풍의 눈)이 육지로 오지만 폭풍의 중심은 해안에 머물 수 있는 경우이다. 이 효과는 열대 저기압 내의 최대 바람 반경이 해안으로 이동할 때 이 용어가 사용되기 때문에 상륙과 매우 유사할 수 있다. 이러한 영향으로는 높은 파도, 홍수를 유발할 수 있는 폭우, 가벼운 폭풍 해일, 해안 침식, 강풍, 주변 지역에 토네이도를 동반한 심한 뇌우 등이 있다.
열대 저기압과 같은 폭풍은 상당히 클 수 있다. 잠재적으로 위험한 바람, 비, 홍수가 폭풍 중심 근처 지역에 영향을 미칠 수 있지만 기술적으로 상륙은 발생하지 않았을 수 있다. 따라서 폭풍의 예상되는 영향을 측정하고 폭풍의 주요 추진력에 인접한 일반적인 위치와 육지를 파악하는 것이 도움이 될 수 있다.

## 토네이도 또는 물기둥
토네이도 용오름이 상륙하면 토네이도로 재분류되어 이후 내륙 지역에 피해를 입힐 수 있다. 맑은 날씨에 물기둥이 땅에 떨어지면 일반적으로 마찰과 깔때기구름에 공급되는 따뜻한 공기의 양 감소로 인해 빠르게 소멸된다.